# Burroughs MCP
Le Burroughs Master Control Program (MCP) est le système d'exploitation des ordinateurs Burroughs B5000/B5500/B5700 et B6500 et successeurs, y compris les systèmes Unisys Clearpath/MCP suite au renommage de l'entreprise après la fusion avec Sperry Univac.
MCP a été écrit à l'origine en 1961 avec le langage ESPOL (Executive Systems Problem Oriented Language). Dans les années 1970, le MCP a été réécrit en NEWP, une forme d’ESPOL mieux structurée, plus robuste et plus sûre.
Le MCP était un leader dans de nombreux domaines, notamment : le premier système d'exploitation à gérer plusieurs processeurs, la première implémentation commerciale de la mémoire virtuelle et le premier système d'exploitation écrit exclusivement dans un langage de haut niveau.

## Compilateurs
L'Unisys MCP a connu plusieurs générations de compilateurs dans son histoire prenant en charge une grande variété de langages de programmation, notamment :
- ALGOL,  y compris le DCALGOL, BDMSALGOL et DMALGOL.
- C
- COBOL qui comprend les versions COBOL74  et COBOL85
- Fortran77
- NEWP
- Pascal
- JdR

D'autres produits incluaient :
- Binder
- Langage de définition de réseau
- Langage de flux de travail

Des compilateurs existaient auparavant pour ESPOL, COBOL(68), Fortran(66), APL et PL/I.
Il n'y a pas d'assembleur sur le système d'exploitation Unisys MCP.